# Roveto ardente

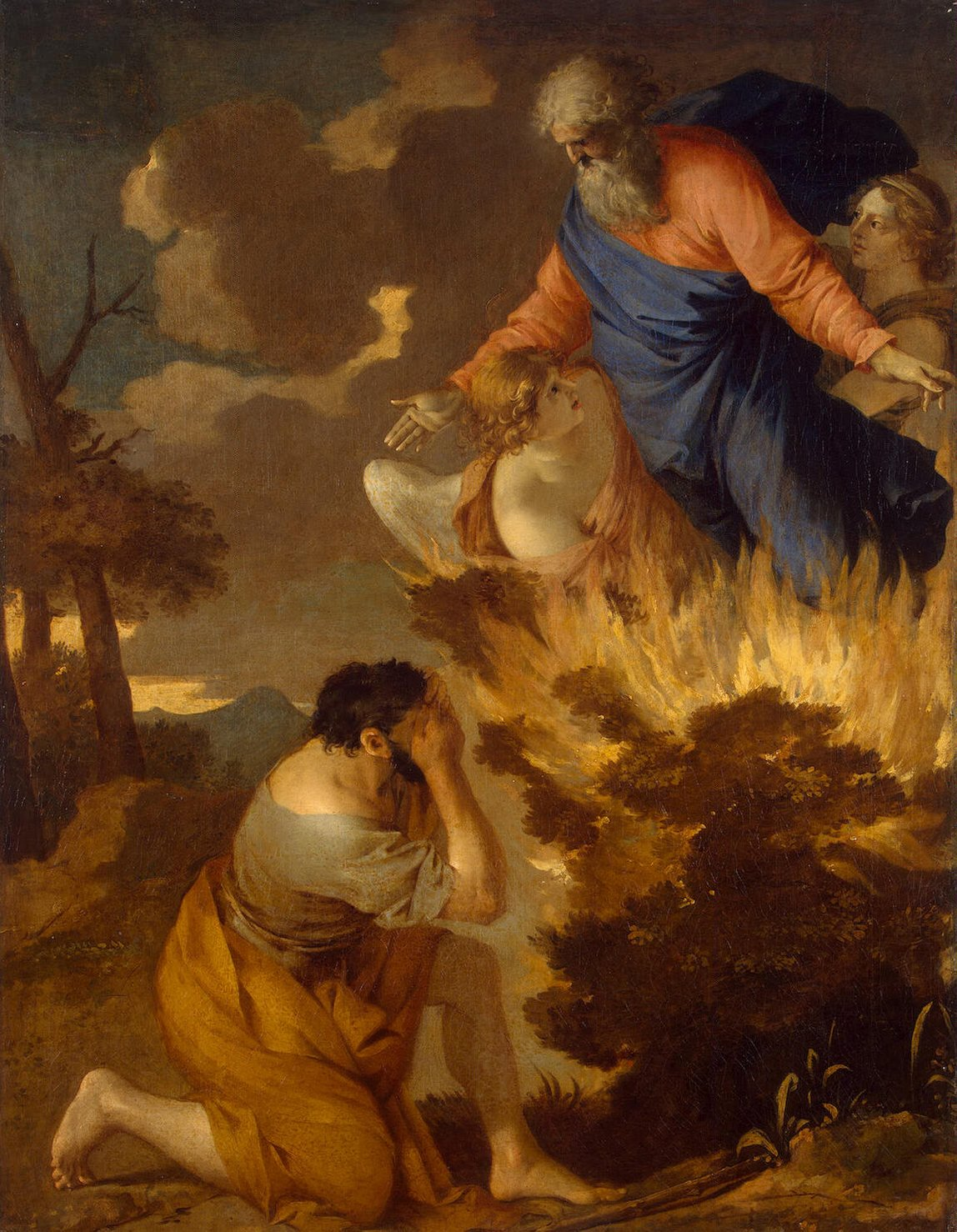
Roveto ardente. Dipinto del XVII secolo di Sébastien Bourdon all'Ermitage, San Pietroburgo

Il roveto ardente è un arbusto descritto nel Libro dell'Esodo come luogo di una teofania. Secondo la narrazione, il roveto era in fiamme ma non veniva consumato. Nel racconto biblico, il roveto ardente sarebbe stato ubicato sul monte Sinai e da qui Mosè sarebbe stato designato da Dio per condurre gli Israeliti dall'Egitto verso la terra di Canaan.
Il termine ebraico nel testo originale, tradotto in italiano come 'roveto', è seneh (in ebraico סנה‎? səneh), che si riferisce in particolare al genus Rubus. Seneh è un hapax legomenon biblico, che appare solo in due passaggi che descrivono appunto questo "roveto ardente". È anche possibile che il riferimento a un "roveto ardente" sia il risultato di un trascrizione errata per un "Sinai (in ebraico סיני‎? Sînāy) in fiamme" (in Esodo 19:18 il monte è descritto infuocato), oppure che sia un gioco di parole intenzionale (in ebraico סנה - סיני‎?), cosa abbastanza comune dei testi biblici.

## Narrazione biblica

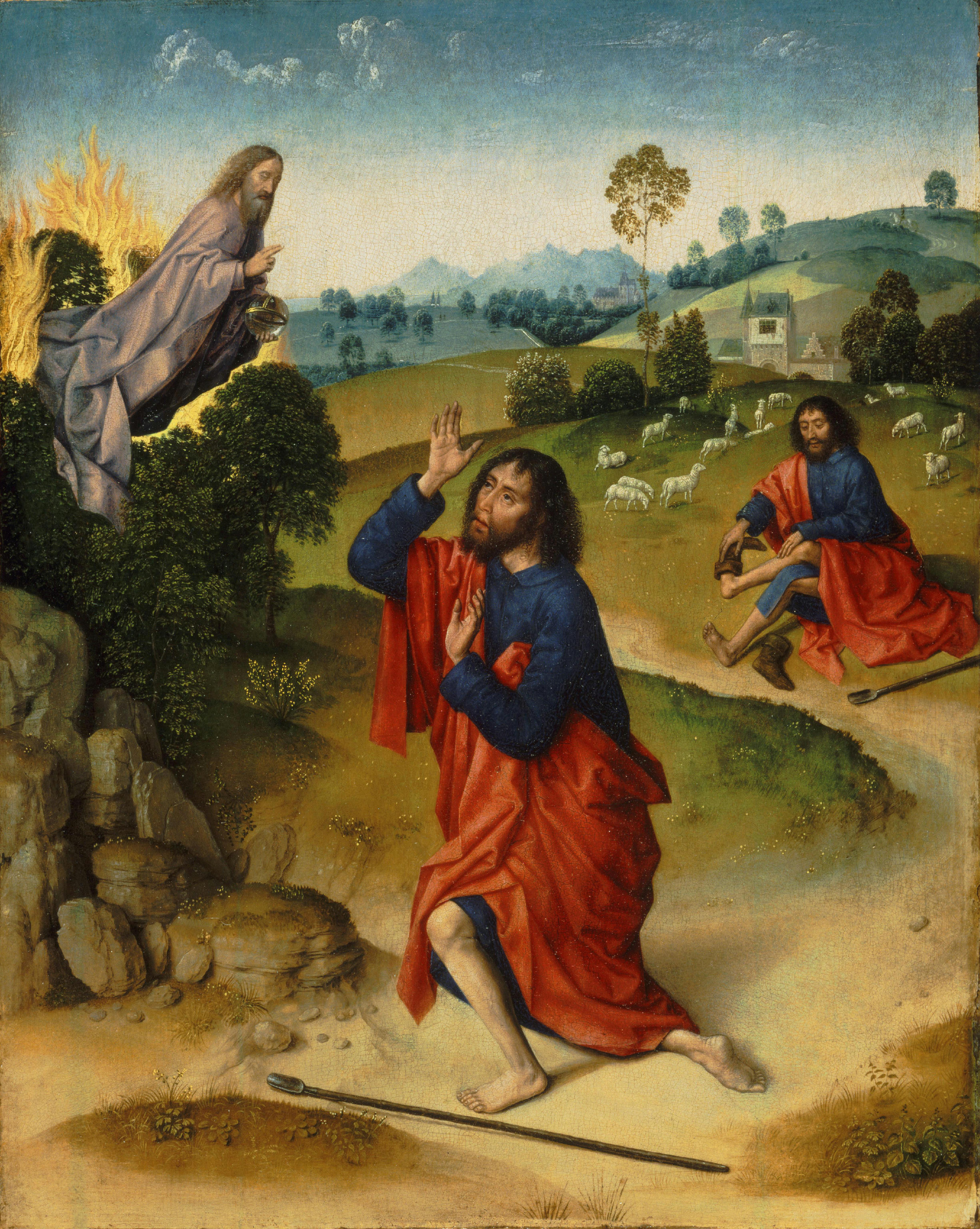
Mosè e il roveto ardente, c. 1450–1475, attribuito a Dieric Bouts.

Nella narrazione si dice che l'angelo del Signore appare nel roveto, e che Dio stesso, in seguito, si rivolge a Mosè con una voce proveniente sempre dal roveto, mentre Mosè sta pascolando il gregge di Ietro, suo suocero. Quando Mosè inizia ad avvicinarsi, Dio gli ordina di togliersi i calzari perché sta calpestando una terra santa, e Mosè si nasconde la faccia tra le mani.
Alcuni biblisti, sostenitori dell'ipotesi documentale, considerano il racconto del roveto ardente una congiunzione tra testi jahvisti ed eloisti, con "l'angelo" del Signore e la rimozione dei sandali facenti parte della tradizione jahvista, e la presenza di Dio stesso e il nascondimento del volto appartenenti alla tradizione eloista.
Quando viene interrogato da Mosè sulla propria identità, Dio risponde «Io sono colui che sono», ossia pronuncia il tetragramma YHWH. Il testo biblico fa derivare le quattro lettere del nome divino (normalmente vocalizzate Yahweh), in ebraico יהוה‎?, dal verbo ebraico hayah (in ebraico היה‎?), che significa essere. Dio prosegue presentandosi come il Dio dei patriarchi Abramo, Isacco e Giacobbe e dicendo a Mosè che lo manda dal faraone per condurre gli israeliti fuori dall'Egitto, poiché ha notato che questi sono oppressi dagli egiziani. Dio ordina inoltre a Mosè di riferire agli "anziani" degli israeliti che Dio li condurrà nella terra dei Cananei, Ittiti, Amorrei, Iviti e Gebusei, una regione generalmente indicata nel suo insieme con il termine Canaan e descritta come una terra "dove scorre latte e miele".
Nel prosieguo della narrazione, Dio ordina a Mosè di confrontarsi con gli egiziani e gli israeliti, e lo informa su ciò che accadrà e su diversi miracoli che dovrà operare per rafforzare la sua credibilità: tra le altre cose, il bastone di Mosè sarà trasformato in un serpente, la mano di Mosè diverrà temporaneamente segnata dalla lebbra, e l'acqua sarà trasformata in sangue. Secondo il testo biblico, Dio chiede a Mosè di prendere il suo bastone in mano, allo scopo di usarlo per fare miracoli, come se fosse un bastone che gli è stato dato piuttosto che il suo. Alcuni studiosi dei testi propongono che quest'ultima istruzione sia la versione eloista della descrizione precedente più dettagliata, in cui Mosè usa il proprio bastone, cosa attribuitagli invece dalla tradizione jahvista.

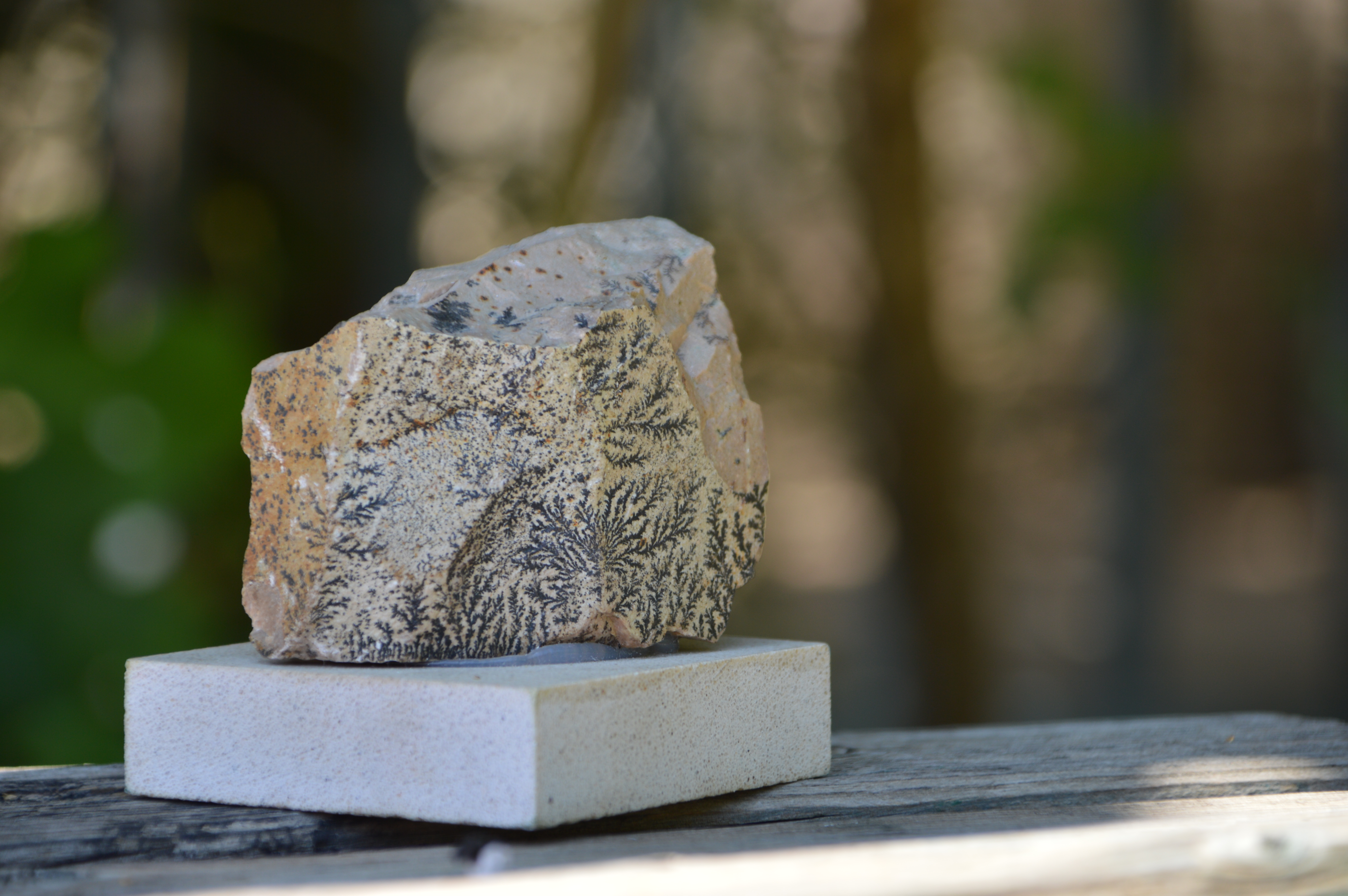
Una pietra granitica proveniente dall'area del monte Sinai mostra ciò che sembra essere una rappresentazione di un cespuglio, creata naturalmente da una concentrazione di ossido di manganese che si cristallizza in questa forma nella roccia.

Mosè è molto riluttante ad assumere l'incarico, sostenendo che gli manca l'eloquenza, e che per questo debba essere inviato qualcun altro. Dio però lo rimprovera per la presunzione di contestare le scelte divine, eppure concede ad Aronne di essere inviato ad aiutare Mosè, poiché egli è più eloquente del fratello balbuziente. Questa è la prima volta nella Torah che Aronne viene menzionato, e qui viene descritto come il portavoce di Mosè.

## Teorie alternative
I chimici russi Alexander e Zhenia Fleisher identificano il roveto della storia biblica con la pianta Dictamnus albus. Essi scrivono: 
(Alexander e Zhenia Fleisher)
Concludono, tuttavia, che il Dictamnus non si trova nella penisola del Sinai, aggiungendo: «È, quindi, altamente improbabile che qualsiasi Dictamnus fosse il vero roveto ardente nonostante una così attraente base razionale».

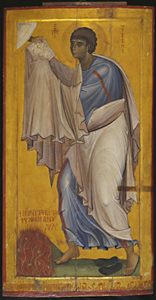
Icona di Mosè mentre riceve i Dieci comandamenti. Il roveto è dipinto ai suoi piedi, e in basso a sinistra si vede il Monastero di santa Caterina c. 1050).

Il fisico britannico Colin Humphreys osserva che «il libro dell'Esodo suggerisce che Mosè andò ad indagare un fuoco duraturo, non un fuoco che divampava e poi si spegneva rapidamente».

## Ubicazione

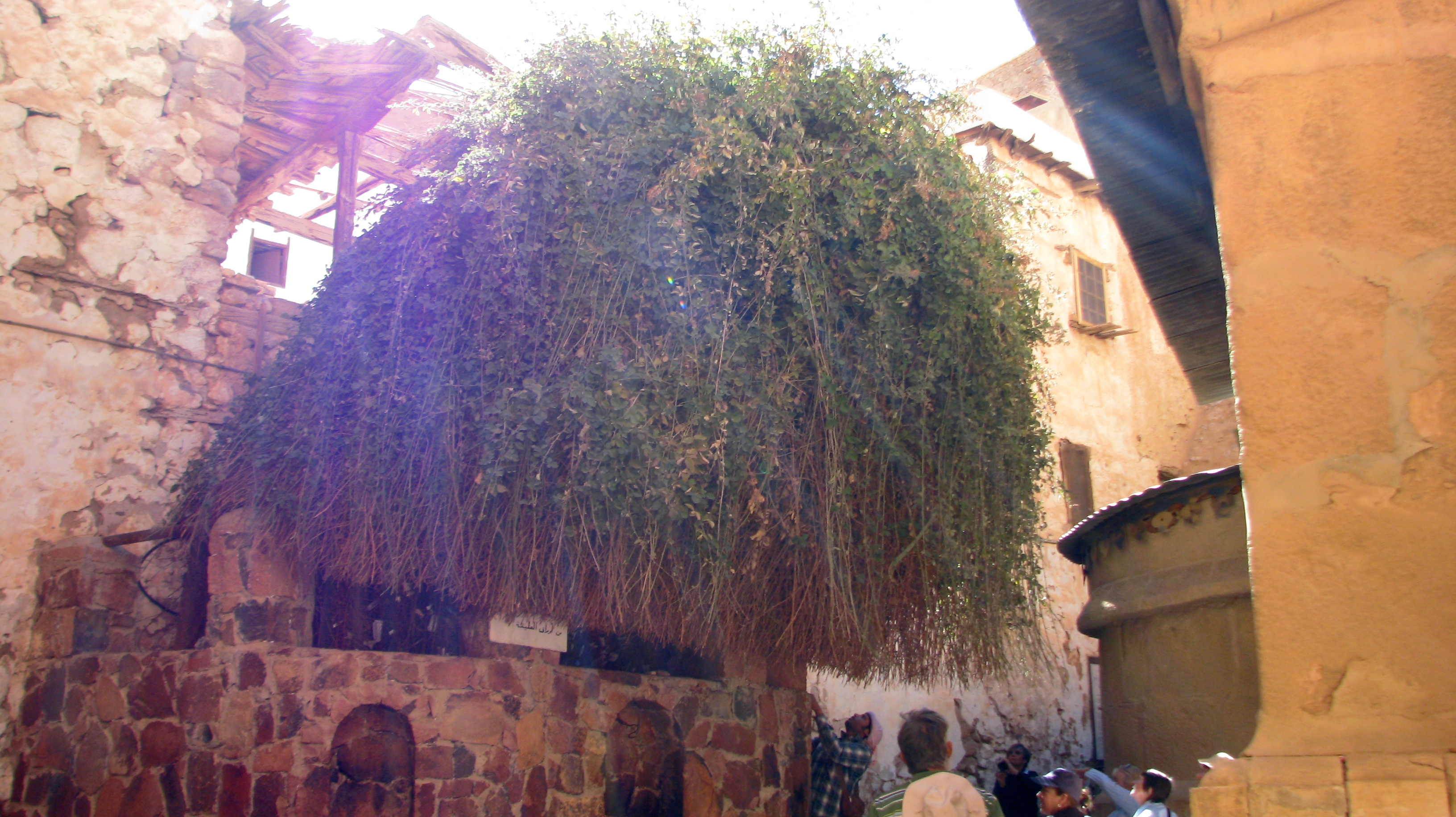
Il roveto al monastero di santa Caterina nella penisola del Sinai, che la tradizione monastica identifica con il rovo ardente.

Gli eremiti cristiani originariamente si erano riuniti sul monte Serbal, credendo che fosse il Monte Sinai biblico. Tuttavia, nel IV secolo, ai tempi dell'Impero bizantino, il monastero ivi costruito fu abbandonato a favore della più recente convinzione che il monte Santa Caterina fosse il biblico Sinai. Ai suoi piedi venne costruito un nuovo monastero - il Monastero di Santa Caterina - e fu identificato come il presunto sito del roveto ardente biblico. La macchia che cresce sul posto (dal nome scientifico di Rubus sanctus), fu successivamente trapiantata a diversi metri di distanza da un cortile del monastero, e il suo punto originario fu coperto da una cappella dedicata all'Annunciazione, con una stella d'argento che segna dove le radici del cespuglio erano uscite dal terreno. I monaci di Santa Caterina, seguendo la tradizione ecclesiastica, credono che questo cespuglio sia, di fatto, il cespuglio originale visto da Mosè, piuttosto che un successivo rimpiazzo, e chiunque entri nella cappella è tenuto a togliersi le scarpe, proprio come si diceva che Mosè avesse fatto nel racconto biblico.
Tuttavia, in tempi moderni, non è il monte santa Caterina, ma l'adiacente Jebel Musa (Monte Mosè), che è attualmente identificato come il monte Sinai dalla tradizione popolare e dalle guide turistiche. Questa identificazione è nata dalla tradizione beduina.
Monte Serbal, monte Sinai e monte Santa Caterina, si trovano tutti all'estremità meridionale della penisola del Sinai, ma il nome della penisola è un'attribuzione relativamente moderna, e non era conosciuta con quel nome all'epoca di Flavio Giuseppe o prima. Alcuni studiosi e teologi moderni, favoriscono le posizioni nel Hijaz (a nord ovest dell'Arabia Saudita), a nord del Wadi Araba (nelle vicinanze di Petra, o nell'area circostante ), o occasionalmente nella penisola del Sinai centrale o settentrionale. Quindi, la maggior parte degli accademici e dei teologi concordano sul fatto che se il "roveto ardente" sia mai esistito, allora è altamente improbabile che sia il cespuglio conservato nel monastero di Santa Caterina.

## Interpretazione da parte dell'ortodossia orientale

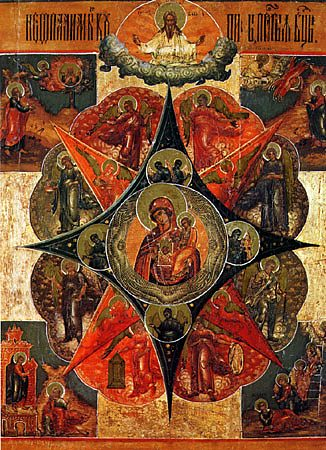
Icona tradizionale di nostra Signora del roveto ardente (Neopalimaya Kupina).

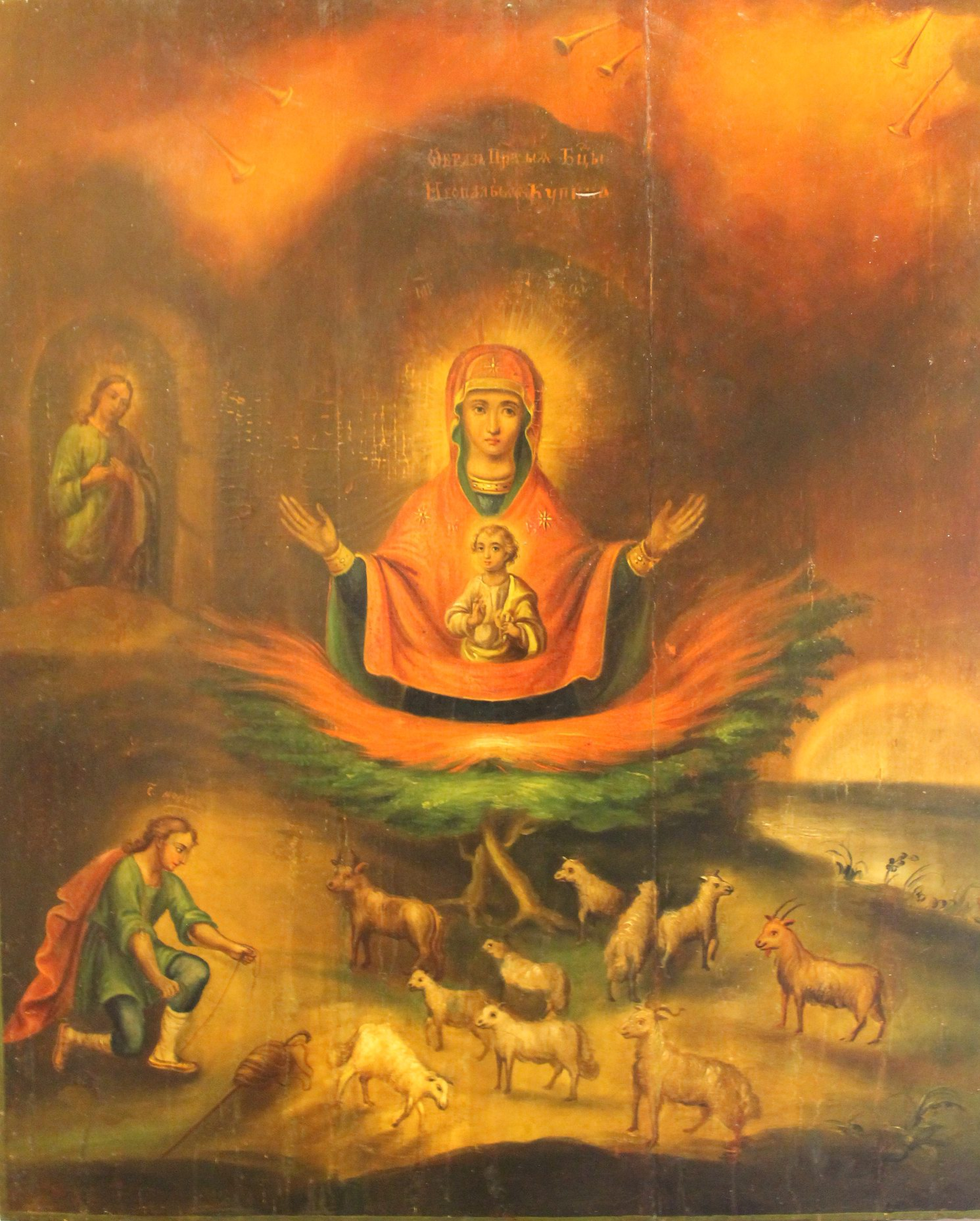
Icona della Theotókos "roveto ardente" dell'Antico Testamento. XIX secolo, Polissya, Ucraina. Museo delle icone dell'Ucraina, Castello Radomysl, Ucraina

Nell'ortodossia orientale esiste una tradizione, originata dai padri della Chiesa ortodossa e dai loro primi sette concili ecumenici, secondo la quale la fiamma che Mosè vide era in effetti la distinzione tra essenza ed energie di Dio, manifestata come luce, spiegando in tal modo perché il cespuglio non si era consumato. Quindi, non è interpretato come un miracolo nel senso di un evento, che esiste solo temporaneamente, ma è visto come a Mosè fosse permesso vedere queste "Energie non trasformate"/"Gloria", che sono considerate cose eterne. L'ortodossa definizione di salvezza è questa visione delle "Energie non trasformate"/"Gloria", ed è un tema ricorrente nelle opere dei teologi greco-ortodossi come John S. Romanides.
Nella tradizione ortodossa orientale, il nome preferito per l'evento è il roveto non combusto, e la teologia e l'innografia della chiesa lo vedono come una prefigurazione della nascita verginale di Gesù. La teologia ortodossa orientale si riferisce a Maria come Theotókos ("Deipara"), vedendola come se avesse dato vita al Dio incarnato senza subire alcun danno o perdita della verginità, in parallelo al cespuglio che viene bruciato senza essere consumato. Esiste un'icona dal nome il roveto incombusto, che ritrae Maria come portatrice di Dio. La festa cade il 4 settembre (in russo Неопалимая Купина?).
Mentre nella narrazione biblica Dio parla a Mosè, secondo l'ortodossia orientale è l'angelo che venne ascoltato da Mosè. L'ortodossia orientale interpreta l'angelo come parola di Dio, considerandolo come l'Angelo del Grande Consiglio menzionato nella versione Septuaginta di Isaia 9:6; (ed è Consigliere, Dio onnipotente nel testo masoretico).

## Simbolismo
Il significato simbolico del roveto ardente è stato enfatizzato nel Cristianesimo, specialmente tra i partecipanti alla tradizione riformata del Protestantesimo. Anche il Giudaismo gli attribuisce un simbolismo.

### Tradizione riformata
Il roveto ardente è stato un simbolo popolare tra le chiese riformate da quando fu adottato per la prima volta dagli Ugonotti (Calvinisti francesi) nel 1583 durante il loro 12º Sinodo nazionale. Il motto francese Flagror non consumor - "Sono bruciato ma non consumato" - suggerisce che il simbolismo fosse compreso dalla chiesa sofferente che tuttavia viveva. In ogni caso, dato che il fuoco è un segno della presenza di Dio, egli è un fuoco che divora (Ebrei 12:29) che sembra indicare un miracolo più grande: Dio, in grazia, è con il suo popolo dell'alleanza e così non sono consumati.
- L'attuale simbolo della Chiesa riformata di Francia è un roveto ardente con la croce ugonotta.
- Il motto della Chiesa di Scozia è Nec tamen consumebatur, latino per "Eppure non è stato consumato", un'allusione alla descrizione biblica del roveto ardente, e la stessa rappresentazione stilizzata è usata come simbolo della Chiesa dagli anni 1690.
- Il roveto ardente è usato anche come base per il simbolo della Chiesa presbiteriana in Irlanda, che usa il motto latino "Ardens sed virens", che significa "Bruciando ma fiorendo", ed è basato sulla descrizione biblica del roveto ardente. Lo stesso logo è utilizzato dalla separata Chiesa presbiteriana libera dell'Ulster.
- Il roveto ardente è anche il simbolo della Chiesa presbiteriana del Canada, Chiesa presbiteriana dell'Australia, Chiesa presbiteriana dell'Australia orientale con il motto sin dalla sua fondazione nel 1846: "Ed il roveto non fu consumato", Chiesa presbiteriana della Nuova Zelanda, Chiesa presbiteriana di Taiwan, Chiesa presbiteriana di Singapore, Chiesa presbiteriana del Brasile, Chiesa presbiteriana della Malaysia, Chiese riformate libere del Nord America e Chiese cristiane riformate nei Paesi Bassi.

### Giudaismo
Il logo del Jewish Theological Seminary of America è un'immagine del roveto ardente con la frase "e il cespuglio non fu consumato" sia in inglese che in ebraico.

### Islam
Secondo il Corano, Mosè partì dall'Egitto, insieme alla sua famiglia, dopo aver completato il periodo di tempo. Il Corano afferma che durante il loro viaggio, mentre si fermavano vicino al Tur, Mosè osservò un incendio e ordinò alla famiglia di aspettare fino al suo ritorno con il fuoco. Quando Mosè raggiunse la Valle di Tuwa, Dio lo chiamò dal lato destro della valle da un roveto, su ciò che è venerato come Al-Buq‘ah Al-Mubārakah (arabo: الـبُـقـعَـة الـمُـبَـارَكَـة, "la terra benedetta") nel Corano. A Mosè, Dio ordinò di togliersi le scarpe e fu informato di essere stato scelto come profeta, del suo obbligo di pregare e del giorno del giudizio. Gli fu quindi ordinato di gettare la sua verga che si trasformò in un serpente e più tardi gli fu ordinato di riprenderla. Il Corano quindi narra che a Mosè venne ordinato di infilare la mano nelle vesti e nell'uscirla brillava di una luce accecante. Dio affermò che questi erano segni da mostrare al faraone per invitarlo al culto di un solo Dio.

### Baha'i
La fede Bahá'í crede che il roveto ardente fosse la voce di Bahá'u'lláh.

### Ipotesi biblica enteogena
L'ipotesi controversa del professor Benny Shanon sostiene che l'evento chiave dell'Antico Testamento potrebbe riferirsi ad una esperienza psichedelica con DMT. Alcune varietà di alberi di acacia che crescono in terra santa contengono la sostanza psichedelica DMT. Nella sua pubblicazione, Biblical Entheogens: a Speculative Hypothesis, Shanon crea paralleli tra gli effetti indotti dalla miscela enteogena DMT-ayahuasca e il racconto [della Bibbia] sulla vita di Mosè. Inoltre Rick Strassman, che ha studiato gli effetti della dimetiltriptammina (DMT) su soggetti umani in condizioni sperimentali, suggerisce, nel suo libro "DMT and the Soul of Prophecy: A New Science of Spiritual Revelation in the Hebrew Bible", che le esperienze del DMT possono somigliare più strettamente a quelle visioni trovate nel modello di profezia della Bibbia ebraica.
Il solo DMT non è attivo per via orale. Senza la somministrazione concomitante di un enzima inibitore, la DMT viene rapidamente convertita in un metabolita non psicoattivo. La ayahuasca, come tradizionalmente preparata, include un tale inibitore.